# Caligus lutjani
Caligus lutjani is een eenoogkreeftjessoort uit de familie van de Caligidae. De wetenschappelijke naam van de soort is voor het eerst geldig gepubliceerd in 2007 door Ho, Lin & Chang.